# 会津若松運輸区
会津若松運輸区（あいづわかまつうんゆく）は、福島県会津若松市にかつて存在した東日本旅客鉄道（JR東日本）東北本部の車掌・運転士が所属していた組織である。2023年5月31日限りで廃止し、現在はあいづ統括センター。
高崎運輸区、新津運輸区とともにSL機関士・機関助士が配置されており、通常乗務範囲のほか東北本部管内で運転されるSLの運転も行っていた。

## 所属車両の車体に記されていた略号
- 「仙ワカ」…仙台支社を示す「仙」と、会津若松を示す「ワカ」から。
- 「会」…会津若松を示す「会」から。

## 沿革
- 1899年7月15日：岩越鉄道若松機関庫設置。
- 1917年5月21日：会津若松機関庫に改称。
- 1936年9月1日：会津若松機関区に改称。
- 1959年4月30日：会津線管理所発足。
- 1960年6月1日： 磐越西線管理所発足。会津若松車掌区を編入。
- 1964年6月1日：磐越西線管理所から車掌部門を分離し、郡山車掌区会津若松支区を設置。
- 1967年6月6日：会津線管理所・磐越西線管理所を統合し、会津若松運転区発足。
- 1971年3月1日：郡山車掌区会津若松支区が会津若松車掌区に昇格。
- 1985年3月14日：小出駅乗務員廃止により、小出口の只見線行路を会津若松車掌区に移管。
- 1987年（昭和62年）4月1日：東日本旅客鉄道に継承。
- 1989年3月11日：会津若松運転区と会津若松車掌区が統合し、会津若松運輸区発足[1]。
- 2005年12月10日：検修基地再編により、会津若松運輸区の検修部門と配置車両を郡山総合車両センターに移管（会津若松派出所を新設）。これに伴い会津若松運輸区は乗務員のみの配置区となり、郡山運輸区の発足に伴い磐越西線EC行路の一部が移管された[1]。
- 2023年6月1日：あいづ統括センター（会津若松、会津坂下、会津宮下、会津川口、只見の各駅、会津若松運輸区の統合）が発足。当区は廃止。

。

## 所属車両

### 若松機関区-磐越西線管理所
蒸気機関車
- 960形 -（在籍1931年-1933年）
- 2120形 -（在籍1931年-1939年、1943年-1949年）
- 2500形 -（在籍1931年-1933年）
- 8620形 -（在籍1931年-1941年、1965年）
- 9600形 -（在籍1931年-1949年、1955年-1957年）
- C12形 -（在籍1933年-1965年）
- C58形 -（在籍1937年-1949年）
- C56形 -（在籍1939年）
- C10形 -（在籍1949年-1959年）
- C11形 -（在籍1949年-1965年）
- C55形 -（在籍1949年）
- D50形 -（在籍1951年-1965年）
- D51形 -（在籍1959年-1965年）